# Línea 10 (Limusa)
La línea 10 de la red de autobuses urbanos de Lorca (Limusa) une el Óvalo con el Polígono Saprelorca.

## Características
Esta línea une el Óvalo, centro de la ciudad, con el Polígono Industrial Saprelorca.
La línea mantiene los mismos horarios todo el año, circulando únicamente de lunes a viernes laborables. No presta servicio los fines de semana ni festivos.
Es la única línea urbana con una tarificación distinta a la habitual, y no todos los bonos sirven para viajar en ella.
Está operada por la empresa municipal Limusa, perteneciente al Ayuntamiento de Lorca.

## Horarios
| Lunes a viernes laborables   |                              |
| Óvalo > Pol. Ind. Saprelorca | Pol. Ind. Saprelorca > Óvalo |
| 14:00                        | 07:40                        |
|                              | 14:15                        |

## Recorrido y paradas

### Sentido Polígono
| Código | Denominación           | Líneas de la parada |
| ------ | ---------------------- | ------------------- |
| 85     | Óvalo - Zurano         | 1 2 4 7 8 9 10      |
| 15     | Báscula Urbana         | 1 2 10              |
| 55     | Gálvez                 | 1 2 10              |
| 12     | Bar Parada             | 1 2 10              |
| 67     | La Viña                | 1 2 10              |
| 105    | San Antonio            | 1 10                |
| 8      | Hotel Amaltea (Frente) | 1 10                |
| 80     | Concesionario Mercedes | 1 10                |
| 112    | Concesionario Seat     | 1 10                |
| 90     | Pirelli                | 1 10                |
| 28     | Cementerio             | 1 10                |
| 4      | Agencia Transportes    | 1 10                |
| 118    | Venta El Gitano        | 1 10                |
| 122    | Venta Nueva            | 1 10                |
| 94     | Polígono Saprelorca    | 1 10                |

### Sentido Óvalo
| Código | Denominación           | Líneas de la parada |
| ------ | ---------------------- | ------------------- |
| 94     | Polígono Saprelorca    | 1 10                |
| 123    | Venta Nueva            | 10                  |
| 120    | Venta El Gitano        | 1 10                |
| 5      | Agencia Transportes    | 1 10                |
| 29     | Cementerio             | 1 10                |
| 92     | Pirelli                | 1 10                |
| 113    | Concesionario Seat     | 1 10                |
| 81     | Concesionario Mercedes | 1 10                |
| 9      | Hotel Amaltea          | 1 10                |
| 106    | San Antonio            | 1 10                |
| 68     | La Viña                | 1 2 10              |
| 13     | Bar Parada             | 1 2 10              |
| 56     | Gálvez                 | 1 2 10              |
| 16     | Báscula Urbana         | 1 2 10              |
| 85     | Óvalo - Zurano         | 1 2 4 7 8 9 10      |